# IC 1942
IC 1942 ist eine elliptische Galaxie vom Hubble-Typ E3 im Sternbild Horologium am Südsternhimmel. Sie ist schätzungsweise 816 Millionen Lichtjahre von der Milchstraße entfernt und hat einen Durchmesser von etwa 120.000 Lichtjahren.
Im selben Himmelsareal befinden sich u. a. die Galaxien IC 1938, IC 1940, IC 1945, IC 1946.
Das Objekt wurde am 14. Oktober 1898 von DeLisle Stewart entdeckt.